# Верхний Верман
Верхний Верман — пресноводное озеро на территории сельского поселения Зареченск Кандалакшского района Мурманской области.

## Общие сведения
Площадь озера — 3,1 км², площадь водосборного бассейна — 125 км². Располагается на высоте 186,8 метров над уровнем моря.
Форма озера продолговатая: оно почти на три километра вытянуто с юго-запада на северо-восток. Берега изрезанные, каменисто-песчаные, преимущественно возвышенные, местами заболоченные.
Через Верхний Верман течёт река Нижний Верман, впадающая в озеро Толванд, через которое протекает река Толванд, впадающая в Ковдозеро. Через последнее протекает река Ковда, впадающая, в свою очередь, в Белое море.
В озере расположено не менее семи небольших безымянных островов, рассредоточенных по всей площади водоёма.
У юго-западной оконечности озера проходит трасса 47А-001 («Салла»).
Населённые пункты вблизи водоёма отсутствуют.
Код объекта в государственном водном реестре — 02020000611102000001341.